# Abrahamia thouvenotii
Abrahamia thouvenotii är en sumakväxtart som först beskrevs av Paul Lecomte, och fick sitt nu gällande namn av Randrian. & Lowry. Abrahamia thouvenotii ingår i släktet Abrahamia och familjen sumakväxter. Inga underarter finns listade i Catalogue of Life.